# Mosylon
Mosylon (en griego antiguo: Μοσυλλόν), también llamada Mosullon, fue un antiguo proto-centro comercial somalí cerca del sitio de la actual ciudad de Bosaso.

## Historia

Nombres, rutas y localidades del Periplo del mar Eritreo.

Mosylon era el principal emporium en la costa del mar Rojo según las descripciones del Periplo del mar Eritreo. Con sus grandes barcos trasegaba el grueso del comercio de canela que llega de los puertos de la antigua India. Dioscórides escribió que la ciudad se hizo famosa como la fuente de la mejor variedad de canela en el mundo antiguo. Una especie concreta de la canela exportada desde el puerto era llamada Mosyllitic. Debido a su alta calidad y su rareza durante la antigua Roma, dicha canela importada era típicamente depositada en el tesoro real romano.
Según autores clásicos como Plinio, los habitantes de Mosylon importaban vasos de cristal del antiguo Egipto , uvas verdes de Diospolis, telas para mercados bereberes, incluyendo las túnicas y las telas fabricadas en Arsínoe, así como vino y estaño. Los elementos de exportación principales eran goma, caparazones de tortuga, incienso y marfil. Plinio también indicó que, de camino a Mosylon, el faraón egipcio Sesostris pasó con sus fuerzas el Puerto de Isis. El último centro comercial se asocia con la actual ciudad de Bulhar, cerca de Zeila.